# Freeman, South Dakota
 Freeman är en ort i Hutchinson County i delstaten South Dakota, USA.